# Aßlschwang
Aßlschwang ist ein Gemeindeteil der Stadt Freystadt im Landkreis Neumarkt in der Oberpfalz in Bayern.

## Lage
Das Haufendorf liegt auf 426 m ü. NHN östlich der Schwarzach und rund zweieinhalb Kilometer nördlich des Gemeindesitzes im Albvorland der Südlichen Frankenalb. Zweieinhalb Kilometer nördlich von Aßlschwang erhebt sich der auf 529 m ü. NHN ansteigende bewaldete Möningerberg mit dem Freystädter Gemeindeteil Möningerberg.

## Ortsnamensdeutung
Im Ortsnamen wird das mittelhochdeutsche „ahsel“ für „Achsel“ als Geländeform vermutet; die Endung „-wang“ weist auf feuchtes Gebiet hin.

## Geschichte
Der Ortsname weist auf eine Entstehung um 800 hin. Vor 1286 gab der Reichsministeriale Ulrich von Sulzbürg (aus dem späteren wolfsteinschen Geschlecht) ein Lehen zu Aßlschwang dem Kloster Seligenporten. 1299 vergab Gottfried von Wolfstein Höfe zu Aßlschwang als Lehen. 1346 ist ein Ulrich als „Wirth von Achselswang“ genannt. 1354 teilten die Gebrüder Götz und Albrecht von Wolfstein ihre Güter unter sich, darunter den Zehent von „Aschelwang“. Für 1542 heißt es in einer Pfarrbeschreibung von Möning, dass der dortige Pfarrer unter anderem den Kleinzehent in Aßlschwang besitzt. Teile des Großzehents standen den Weihbischof von Eichstätt zu. 1556 wurde unter Pfalzgraf Ottheinrich die Reformation eingeführt; 1625 wurde die Oberpfalz und damit auch Aßlschwang wieder katholisch.
Gegen Ende des Alten Reiches, um 1800, besaß die 1769 vom bayerischen Kurfürsten von den wolfsteinschen Allodialerben, den Fürsten von Hohenlohe und Giech erworbene Herrschaft Pyrbaum von deren 25 Gütern in Aßlschwang 13 1/16-Güter. Drei Halbhöfe und je zwei 1/4 und 1/8-Höfe gehörten grundherrlich zum Kastenamt Neumarkt, ein 1/4-Hof und fünf je 1/16-Höfe zum Klosterrichteramt Seligenporten. Gemeindlicher Besitz war das Hirtenhaus. Die Hochgerichtsbarkeit übte das kurfürstliche Schultheißenamt Neumarkt aus.
Im neuen Königreich Bayern (1806) wurde die Gemeinde Aßlschwang mit Richthof, Rohr und der Reckenstetter Mühle zwischen 1810 und 1820 dem Steuerdistrikt Möning zugeteilt. Ohne die Mühle bildeten um 1820 die drei Orte Aßlschwang, Richthof und Rohr die Ruralgemeinde Aßlschwang im Landgericht (ab 1862 Bezirksamt, ab 1879 Landkreis) Neumarkt. 1875 hatte die Gemeinde in ihren drei Orten insgesamt 353 Einwohner. Im Gemeindesitz gab es 48 Gebäude; es wurden dort acht Pferde und 170 Stück Rindvieh gehalten. 1900 hatte die 530,86 Hektar große Gemeinde 65 Wohngebäude und 336 Einwohner. In den drei Orten gab es insgesamt 15 Pferde, 416 Stück Rindvieh, 82 Schafe, 296 Schweine und sechs Ziegen. 1961 wohnten in der Gemeinde 343 Personen.
Am 13. Februar 1931 wurde Aßlschwang aus Möning aus- und nach Freystadt eingepfarrt.
Mit der Gebietsreform in Bayern wurde die Gemeinde Aßlschwang zum 1. Januar 1972 in die Stadt Freystadt eingemeindet.

### Einwohnerentwicklung
- 1830: 139 (28 Häuser)[20]
- 1840: 145[21]
- 1875: 156 (48 Gebäude)[22]
- 1900: 147 (28 Wohngebäude)[23]
- 1937: 129[24]
- 1961: 125 (25 Wohngebäude)[25]
- 1987: 111 (37 Wohngebäude, 38 Wohnungen)[26]

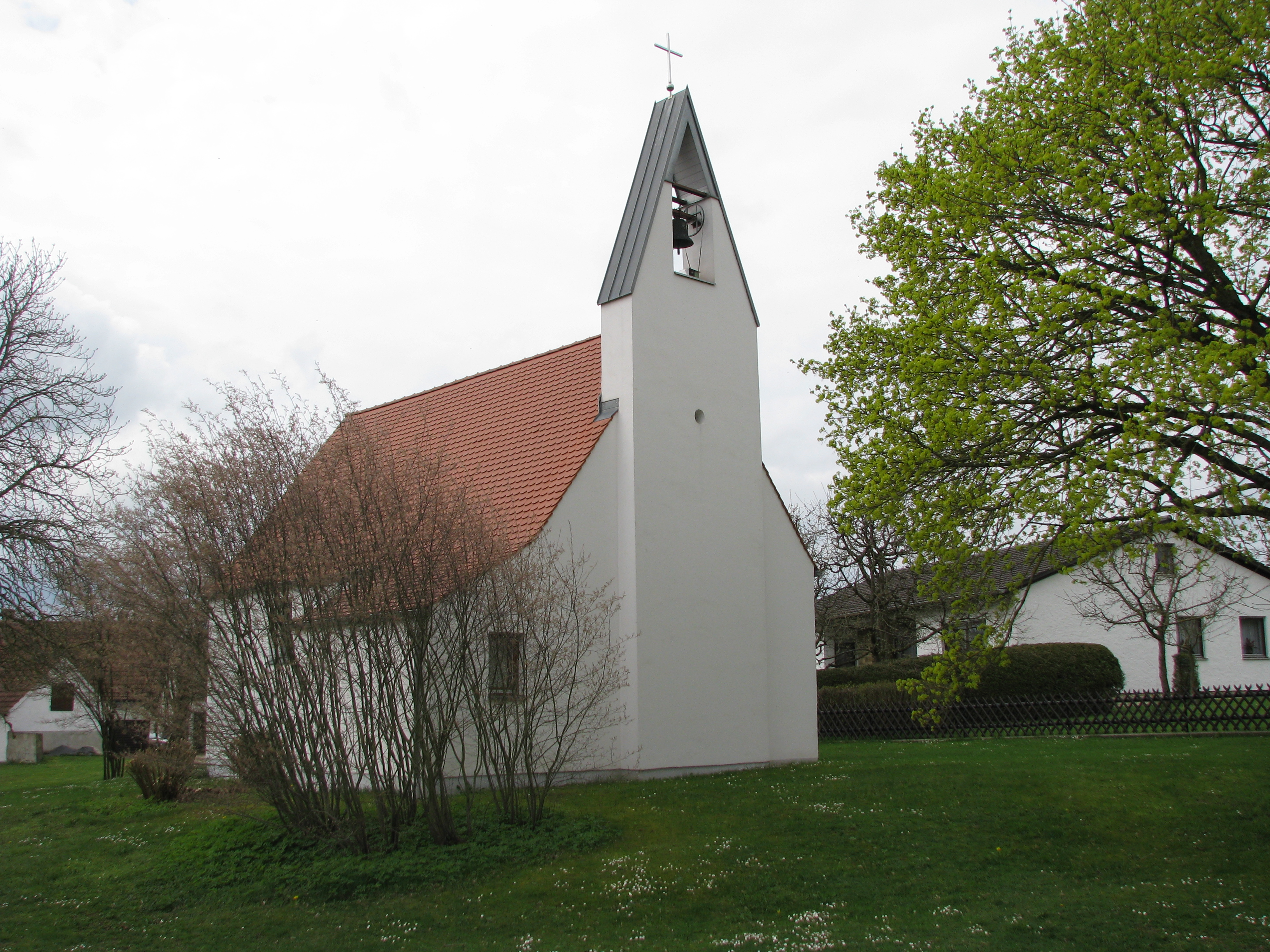
Ortskapelle

- 2012: 120[27]

## Katholische Kapelle St. Christophorus
Diese wurde von der Gemeinde Aßlschwang 1832 erbaut und mit einem Kreuzweg ausgestattet. 1877 wurde sie restauriert und geweiht. Sie ist eine Filialkirche von Möning.

## Vereine
- Schützenverein Birkengrün Aßlschwang, gegründet 1963
- Freiwillige Feuerwehr Aßlschwang

## Verkehr
Zu erreichen ist das Dorf über Gemeindeverbindungsstraßen, die von der Staatsstraße 2237 abzweigen, sowie über eine Gemeindeverbindungsstraße von der Staatsstraße 2238 her.